# Хестер, Майкл
Майкл Хестер (англ. Michael Hester; род. 2 мая 1972, Сидней) — новозеландский футбольный арбитр. Офицер ВМС Новой Зеландии. Владеет только английским языком. Арбитр ФИФА, судит международные матчи с 2007 года. Один из арбитров розыгрыша финальной стадии Чемпионата мира 2010 в ЮАР. За игру показывает в среднем 4,44 желтой и 0,44 красной карточек, рекорд — девять желтых (Данные на июль 2010 года).